# Game of Thrones (5.ª temporada)
A quinta temporada de Game of Thrones foi anunciada pela HBO em 8 de abril de 2014, juntamente com a sexta temporada. David Benioff e D. B. Weiss continuam como showrunners e produtores executivos. A quinta temporada estreou em 12 de abril de 2015.

## Elenco e personagens

### Principal
- Peter Dinklage como Tyrion Lannister
- Nikolaj Coster-Waldau como Jaime Lannister
- Lena Headey como Cersei Lannister
- Emilia Clarke como Daenerys Targaryen
- Kit Harington como Jon Snow
- Aidan Gillen como Petyr "Mindinho" Baelish
- Charles Dance como Tywin Lannister
- Natalie Dormer como Margaery Tyrell
- Stephen Dillane como Stannis Baratheon
- Liam Cunningham como Davos Seaworth
- Carice van Houten como Melisandre
- Indira Varma como Ellaria Sand
- Conleth Hill como Varys
- John Bradley como Samwell Tarly
- Sophie Turner como Sansa Stark
- Maisie Williams como Arya Stark
- Hannah Murray como Gilly
- Jerome Flynn como Bronn
- Alfie Allen como Theon Greyjoy / "Fedor"
- Michiel Huisman como Daario Naharis
- Nathalie Emmanuel como Missandei
- Gwendoline Christie como Brienne de Tarth
- Kristofer Hivju como Tormund Giantsbane
- Tom Wlaschiha como Jaqen H'ghar
- Dean-Charles Chapman como Tommen Baratheon
- Michael McElhatton como Roose Bolton
- Iwan Rheon como Ramsay Bolton
- Iain Glen como Jorah Mormont

### Convidado
Os atores recorrentes listados aqui são os que apareceram na quinta temporada. Eles estão listados pela região em que aparecem pela primeira vez.
| - Peter Vaughan como Meistre Aemon - Owen Teale como Alliser Thorne - Brian Fortune como Othell Yarwyck - Michael Condron como Bowen Marsh - Dominic Carter como Janos Slynt - Ben Crompton como Eddison Tollett - J. J. Murphy como Denys Mallister - Will O'Connell como Todder - Brenock O'Connor como Olly - Ciarán Hinds como Mance Rayder - Birgitte Hjort Sørensen como Karsi - Zahary Baharov como Loboda - Ross O'Hennessy como o Senhor dos Ossos - Murray McArthur como Dim Dalba - Ian Whyte como Wun Wun - Ali Lyons como Johnna - Richard Brake como o Rei da Noite - Elizabeth Webster como Walda Bolton - Tara Fitzgerald como Selyse Baratheon - Kerry Ingram como Shireen Baratheon - Charlotte Hope como Myranda - Lino Facioli como Robin Arryn - Rupert Vansittart como Yohn Royce - Daniel Portman como Podrick Payne - Alexander Siddig como Doran Martell - Toby Sebastian como Trystane Martell - Keisha Castle-Hughes como Obara Sand - Rosabell Laurenti Sellers como Tyene Sand - Jessica Henwick como Nymeria Sand - Nell Tiger Free como Myrcella Baratheon - DeObia Oparei como Areo Hotah | - Julian Glover como Grande Meistre Pycelle - Anton Lesser como Qyburn - Ian Gelder como Kevan Lannister - Roger Ashton-Griffiths como Mace Tyrell - Finn Jones como Loras Tyrell - Diana Rigg como Olenna Tyrell - Eugene Simon como Lancel Lannister - Ian Beattie como Meryn Trant - Hafþór Júlíus Björnsson como Gregor Clegane - Paul Bentley como o Alto Septão - Jonathan Pryce como o Alto Pardal - Hannah Waddingham como Septã Unella - Will Tudor como Olyvar - Josephine Gillan como Marei - Mark Gatiss como Tycho Nestoris - Gary Oliver como Ternesio Terys - Oengus MacNamara como o homem magro - Faye Marsay como a Órfã - Sarine Sofair como Lhara - Hattie Gotobed como Ghita - Ian McElhinney como Barristan Selmy - Jacob Anderson como Verme Cinzento - Reece Noi como Mossador - Joel Fry como Hizdahr zo Loraq - Enzo Cilenti como Yezzan zo Qaggaz - Adewale Akinnuoye-Agbaje como Malko - Meena Rayann como Vala |

## Produção
A emissora HBO confirmou a quinta temporada de Game of Thrones em 8 de abril de 2014, juntamente com a sexta temporada. David Benioff e D. B. Weiss continuam como showrunners e produtores executivos, e já temos alguns atores confirmados para o elenco. Dentre eles estão a atriz Faye Marsay que interpretará a Órfã, e o ator Jonathan Pryce que interpretará o Alto Pardal.
Indira Varma, Michiel Huisman e Nathalie Emmanuel, que interpretaram Ellaria Sand, Daario Naharis e Missandei, respectivamente, como personagens recorrentes nas temporadas anteriores da série, foram promovidos para o elenco principal na quinta temporada.
A quinta temporada estreou em 12 de abril de 2015.

## Episódios
| N.º na série | N.º na temp. | Título                                                                           | Dirigido por     | Escrito por                 | Exibição original   | Audiência (milhões) |
| --- | ------------ | -------------------------------------------------------------------------------- | ---------------- | --------------------------- | ------------------- | ------------------- |
| 41 | 1            | "The Wars to Come" "(As Guerras Que Virão)" (BR)                                 | Michael Slovis   | David Benioff & D. B. Weiss | 12 de abril de 2015 | 8.00                |
| Em um flashback, Cersei quando era adolescente se encontrou com uma bruxa e exigiu saber de seu futuro; a bruxa lhe disse que ela se tornaria rainha, mas que uma mulher mais jovem e mais bonita do que ela um dia roubará seu trono. No presente, Tywin é enterrado e Lancel Lannister retorna, agora um homem devoto religioso e um membro dos "Pardais". Em Pentos, Tyrion concorda em acompanhar Varys a Meereen para apoiar a reivindicação de Daenerys pelo Trono de Ferro. Em Meereen, os insurgentes "Filhos da Harpia" assassinam um Imaculado, forçando Daenerys a lançar medidas mais restritivas sem respeitar as antigas tradições. Missandei fica desconfiada quando percebe que os bordéis recebem visitas dos Imaculados. Os dragões presos de Daenerys a atacam quando ela os verifica. No Vale, Baelish coloca Robin Arryn aos cuidados da Casa Royce e sai com Sansa. Na Muralha, Stannis procura alistar os Selvagens em sua guerra contra Roose. Jon Snow é incapaz de convencer Mance Rayder a aceitar a autoridade de Stannis, onde este último condena Mance ser queimado vivo. Jon Snow termina o sofrimento de Rayder com uma flecha no coração, enquanto ele queima numa fogueira. |              |                                                                                  |                  |                             |                     |                     |
| 42 | 2            | "The House of Black and White" "(A Casa do Preto e Branco)" (BR)                 | Michael Slovis   | David Benioff & D. B. Weiss | 19 de abril de 2015 | 6.81                |
| Arya chega a Braavos e é aceita na "Casa de Preto e Branco" por H'ghar, que chama a si mesmo e a seus colegas de "ninguém". Jaime diz a Cersei que vai a Dorne para buscar Myrcella, que é prometida ao filho do príncipe Doran, e recruta Bronn para ajudá-lo; Podrick reconhece Baelish e Sansa em uma taverna; Brienne oferece a Sansa sua proteção, mas é rejeitada. Baelish insiste que Brienne fique com eles, mas ela se recusa e foge com Podrick. No entanto, ela decide seguir Sansa secretamente. Stannis oferece legitimidade à Jon Snow e o cargo de Senhor de Winterfell se ele deixar a Patrulha da Noite para ajudá-lo, mas Snow não aceita; Tarly nomeia-o como candidato a Lorde Comandante, e ele é eleito pelo voto de Aemon. Daenerys enfrenta um motim depois que ela decide executar um ex-escravo que assassinou um membro capturado dos Filhos da Harpia antes que ele pudesse ser julgado. Drogon reaparece para ela, mas sai novamente. |              |                                                                                  |                  |                             |                     |                     |
| 43 | 3            | "High Sparrow" "(Alto Pardal)" (BR)                                              | Mark Mylod       | David Benioff & D. B. Weiss | 26 de abril de 2015 | 6.71                |
| Margaery, recém-casada com Tommen, manipula-o para planejar enviar Cersei para Rochedo Casterly. Baelish conduz Sansa a Winterfell para consolidar uma aliança com Roose através de seu casamento com Ramsay, por trás das costas dos Lannisters. Brienne decide treinar Podrick. Para se adaptar na Casa do Preto e Branco, Arya joga todos os seus pertences pessoais no rio, com exceção de sua espada Needle, que ela esconde em uma pilha de pedras. No Castelo Negro, Snow nomeia Alliser Thorne como Primeiro Comandante, mas Slynt se recusa a seguir as ordens de Snow e Snow executa Slynt. Lancel encontra o Alto Septão em uma situação comprometedora em um bordel, punindo-o forçando-o a andar pelas ruas completamente nu. O Alto Septão reclama com Cersei, que o aprisiona. Ela conhece o líder religioso Alto Pardal, aprovando as ações dos Pardais. Tyrion e Varys chegam em Volantis e visitam um bordel, onde o primeiro é raptado por Jorah Mormont, com a intenção de levá-lo "à rainha". |              |                                                                                  |                  |                             |                     |                     |
| 44 | 4            | "Sons of the Harpy" "(Os Filhos da Harpia)" (BR)                                 | Mark Mylod       | Dave Hill                   | 3 de maio de 2015   | 6.82                |
| Cersei fornece armas para os pardais, que prendem Loras. Margaery fica enfurecida, mas Tommen se mostra fraco demais para conseguir sua libertação. Melisandre tenta seduzir Snow na tentativa de convencê-lo a ir a Winterfell com Stannis. Em Winterfell, Baelish se prepara para retornar a Porto Real. Antes de sair, ele tenta dissipar as dúvidas de Sansa em relação a Ramsay, dizendo a ela que, mesmo que Stannis não derrote os Boltons e a resgate, ela pode facilmente manipular Ramsay. Bronn e Jaime chegam secretamente em Dorne; eles encontram e matam quatro cavaleiros. As "Cobras da Areia" descobrem que Jaime veio para Dorne em busca de Myrcella; Ellaria convence as meninas guerreiras Cobras da Areia a planejarem vingar a morte de Oberyn sequestrando Myrcella antes que Jaime possa intervir. Mormont planeja se redimir a Daenerys dando-lhe Tyrion como prisioneiro. Em Meereen, Loraq faz outro apelo para que ela reabra os campos de combate; os Filhos da Harpia emboscam uma patrulha de Imaculados dentro da cidadela; Verme Cinzento é gravemente ferido e Selmy é morto. |              |                                                                                  |                  |                             |                     |                     |
| 45 | 5            | "Kill the Boy" "(Mate o Garoto)" (BR)                                            | Jeremy Podeswa   | Bryan Cogman                | 10 de maio de 2015  | 6.56                |
| Brienne e Podrick chegam a uma estalagem perto de Winterfell e enviam uma mensagem a Sansa, afirmando que a ajudarão se ela precisar. Sansa descobre sobre a presença de Theon. Ramsay o obriga a pedir desculpas a ela por suas ações. Na Muralha, Tormund aceita uma aliança com a Patrulha da Noite que permitirá aos Selvagens se estabelecerem ao sul da Muralha. Jon Snow concorda em acompanhar os Selvagens até Durolar. O exército de Stannis parte para Winterfell, levando Selyse e Shireen com eles. Em Meereen, Verme Cinzento se recupera, desenvolvendo um relacionamento romântico com Missandei. Daenerys alimenta seus dragões Viserion e Rhaegal com um nobre Meereenese e aprisiona os outros. Mais tarde, ela concorda em reabrir os postos de combate e decide se casar com Loraq para facilitar a paz. No mar, Tyrion e Mormont navegam através das ruínas de Valyria, a cidade natal dos primeiros Targaryen, e enquanto estão vendo Drogon voando, eles são atacados por um grupo de homens de pedra. Eles conseguem escapar, mas Mormont é infectado por uma mordida. |              |                                                                                  |                  |                             |                     |                     |
| 46 | 6            | "Unbowed, Unbent, Unbroken" "(Não Rebaixados, Não Curvados, Não Quebrados)" (BR) | Jeremy Podeswa   | Bryan Cogman                | 17 de maio de 2015  | 6.24                |
| H'ghar leva Arya para uma câmara com os rostos de todas as pessoas que morreram na Casa do Preto e Branco. Jaime e Bronn chegam aos Jardins da Água, onde encontram Myrcella e são atacados pelas meninas das Cobras da Areia. A luta é desfeita pelos guardas Dornish, que prendem todos. Enquanto isso, Mormont e Tyrion se deparam com traficantes de escravos, a quem Tyrion consegue convencê-los a levá-los aos confins de Meereen. Baelish informa a Cersei do plano de Roose Bolton de casar Sansa com Ramsay, e a convence a permitir que ele leve os cavaleiros do Vale a Winterfell para derrotar Roose e Stannis, para que seja nomeado protetor do Norte. Olenna chega em Porto Real e avisa Cersei que a prisão de Loras colocou sua aliança em perigo. No inquérito de Loras, Loras e Margaery negam sua homossexualidade. O prostituto Olyvar contradiz seu testemunho, e Margaery é presa por mentir aos deuses. Em Winterfell, Sansa é casada com Ramsay, que a estupra na frente de Theon horrorizado. |              |                                                                                  |                  |                             |                     |                     |
| 47 | 7            | "The Gift" "(O Presente)" (BR)                                                   | Miguel Sapochnik | David Benioff & D. B. Weiss | 24 de maio de 2015  | 5.40                |
| Jon Snow acompanha Tormund e alguns Selvagens para Durolar. Aemon morre pouco depois. Gilly é atacado por dois vigilantes e Tarly intervém e é dominado até que o lobo de Jon, Fantasma, chega e força a dupla a sair. Tarly e Gilly consumam seu relacionamento amoroso. Sansa pede a Theon para ajudá-la a escapar de Winterfell, mas ele informa a Ramsay, que esbanja a mulher que trabalha para Brienne. No acampamento do exército de Stannis, Melisandre sugere sacrificar Shireen, mas Stannis recusa a sacrificar sua filha. Mormont e Tyrion são vendidos para libertar Qaggaz. Os dois são levados para um campo de luta local que Daenerys e seu consorte visitam em preparação para os próximos jogos no fosso de Daznak. Mormont derrota os outros escravos e revela sua identidade para ela, e que ele trouxe Tyrion como um "presente" para ela. Em Dorne, Myrcella diz a Jaime que ela quer se casar com Trystane, filho de Doran. A demanda de Olenna pela liberação de Loras e Margaery é declinada pelo Alto Pardal. Mais tarde, o Alto Pardal prende Cersei devido a sua antiga relação incestuosa com Lancel. |              |                                                                                  |                  |                             |                     |                     |
| 48 | 8            | "Hardhome" "(Durolar)" (BR)                                                      | Miguel Sapochnik | David Benioff & D. B. Weiss | 31 de maio de 2015  | 7.01                |
| Cersei descobre que seu tio Kevan é apontado para ser a nova Mão do Rei. Ela também é forçada a confessar seu incesto, o que ela não faz. Arya assume a identidade de Lana, uma comerciante de ostras. H'ghar encarrega-a de matar uma mulher. Theon diz a Sansa que ele fingiu as mortes de Brandon e Rickon. Ramsay sugere a Roose que sigam Stannis e peçam vinte homens habilidosos. Em Meereen, Tyrion convence Daenerys a poupar a vida de Mormont e ela o exila novamente e aceita Tyrion em seu conselho. Chegando em Durolar, Snow e Tormund convencem cerca de cinco mil selvagens a se juntarem a eles antes que Durolar seja atacado por um exército de mortos-vivos e Caminhantes Brancos. Snow mata um Caminhante Branco com sua espada de aço valiriano. Enquanto ele, Tormund e os outros sobreviventes se afastam, eles testemunham o Rei da Noite reanimando os selvagens mortos como animais. |              |                                                                                  |                  |                             |                     |                     |
| 49 | 9            | "The Dance of Dragons" "(A Dança dos Dragões)" (BR)                              | David Nutter     | David Benioff & D. B. Weiss | 7 de junho de 2015  | 7.14                |
| Durante uma nevasca, o acampamento de Stannis é sabotado quando o grupo de Ramsay destrói as tendas de alimentos do acampamento. Enviando Davos para Muralha para pedir suprimentos, Stannis relutantemente permite que Melisandre sacrifique Shireen, queimando-a viva na fogueira, apesar das objeções de Selyse. Snow e os outros voltam para o Muralha, permitindo que os selvagens passem pelo sul. Em Dorne, o príncipe Doran permite que Jaime e Bronn retornem a Porto Real com Myrcella, desde que seu filho Trystane os acompanhe e sirva no pequeno conselho em lugar de Oberyn. Doran também perdoa Sand e suas filhas. Em Braavos, Arya vê Trant acompanhando Mace, o pai de Margaery e o Mestre da Moeda. Em Meereen, começam as lutas no fosso de Daznak, e Daenerys fica atordoada ao ver Jorah Mormont entre os combatentes. Seu triunfo é interrompido por um feroz ataque dos Filhos da Harpia, que rapidamente cercam Daenerys e seus partidários, incluindo Mormont. Quando toda a esperança parece perdida, Drogon chega queimando tudo, e Daenerys monta nele e voa para longe do fosso, enquanto seus seguidores ficam observando com admiração. |              |                                                                                  |                  |                             |                     |                     |
| 50 | 10           | "Mother's Mercy" "(A Misericórdia da Mãe)" (BR)                                  | David Nutter     | David Benioff & D. B. Weiss | 14 de junho de 2015 | 8.11                |
| O sacrifício de Shireen leva a Selyse se enforcar e metade das forças de Stannis o abandonar. Depois que Melisandre foge para o Castelo Negro, Stannis é derrotado pelos Boltons e posteriormente morto por Brienne. Sansa tenta escapar, mas é confrontado por Myranda, que Theon mata, e o dois saltam da parede exterior juntos. Cersei confessa seu antigo relacionamento com Lancel, tem seus cabelos cortados extremamente curtos e é forçada a encarar a expiação do povo ao andar pelas ruas completamente nua. Cersei é humilhada pelo povo enquanto caminha e ao chegar na Fortaleza Vermelha, Qyburn apresenta-lhe um novo membro da Guarda Real com total lealdade, um Montanha estranhamente diferente. Jaime, Myrcella, Bronn e Trystane partem de Dorne. Myrcella morre envenenada logo depois que eles embarcam no navio. Arya se infiltra em um bordel e mata Trant. Ela fica cega por violar os termos dos homens sem rosto. Varys chega a Meereen para governar a cidade com Tyrion, Verme Cinzento e Missandei, enquanto Naharis e Mormont partem em busca de Daenerys, que, longe, é encontrada por um grande grupo de dothraki. Samwell Tarly, Gilly e seu filho saem para Vilavelha para Tarly se tornar um Meistre. Jon Snow é esfaqueado várias vezes por amotinados, incluindo Thorne e Olly. |              |                                                                                  |                  |                             |                     |                     |